# Кирилюк Юліан Васильович
Юліан Кирилюк (псевдо: «Отава», «Чех», «Аскольд», 7 грудня 1921, с. Заланів, Рогатинський район, Івано-Франківська область — 9 серпня 1947, біля с. Ятвяги, Жидачівський район, Львівська область) — український військовик, заступник командира сотні, хорунжий УПА, провідник Бібрецького надрайонного проводу ОУНР, Лицар Бронзового хреста заслуги УПА.

## Життєпис
Народився 7 грудня 1921 у Заланові на Рогатинщині. Співав у сільському хорі, а також керував самодіяльним драматичним гуртком. У 1930-х навчався у приватній гімназії “Рідної Школи” в Рогатині. 
В 1939 році вже належав до ОУН. В період німецької окупації навчався у Львівській політехніці, працював у студентській мережі ОУН, керував підреферентурою робітничого сектора.
З 1944 року в УПА, закінчив підстаршинську школу, став чотовим (командиром взводу), відтак заступником сотенного теренової самооборонної сотні (роти) Рогатинського повіту ОУН, якою командував Володимир Зобків-“Кос”. Мав ступінь старшого вістуна (сержанта). 
Наступного року, після створення Рогатинської округи у складі Львівського краю ОУН, очолив у ній Бібрецький надрайон (включав Бібрецький, Винниківський, Новострілицький і Ходорівський райони). Відзначався керівництвом як солідний, працьовитий, ідейний, активний, інтелектуально вироблений, при цьому хворобливий і формаліст. В підпіллі відомий за псевдонімом “Отава”, а також “Чех” та “Аскольд”.
Загинув біля села Ятвяги Жидачівського р-ну 9 серпня 1947. О 6 год. ранку на північ від села оперативна група Новострілищанського райвідділу МГБ спільно з солдатами 2-ї стрілецької роти 332-го полку внутрішніх військ МГБ виявила повстанську криївку. Троє підпільників, які були в ній, озброєні автоматами, пістолетами та гранатами, оборонялися, намагалися прорватися і у перестрілці загинули. Крім “Отави”, це були місцеві повстанці “Василько” і “Гай”. В криївці вороги захопили 5 тисяч листівок проти здачі хліба державі.

## Нагороди
Відзначений Бронзовим Хрестом заслуги УПА (наказ ГВШ УПА ч. 2/50 від 30.07.1950) та підвищений до ступеня хорунжого (наказ ГВШ УПА ч. 1/51 від 25.01.1951).

Схема криївки, у якій загинув Юліан Кирилюк

## Вшанування пам'яті
3 жовтня 2019 року у Рогатині на Івано-Франківщині передали його нагороду родичам.